# أخلاقيات الاستنساخ
وفقا لأخلاقيات علم الأحياء، أخلاقيات الاستنساخ تشير إلى مجموعة متنوعة من مواقف أخلاقية بخصوص الممارسة وإمكانيات الاستنساخ، خاصَّةً الاستنساخ البشري. في حين أن العديد من وجهات النظر في هذا الأمر تكون دينية في الأصل، ومن قبل وجهات نظر علمانية أيضا. مع استمرار تقدم علم الاستنساخ وتطوره، تعاملت الحكومات مع هذه المسائل الأخلاقية من خلال التشريعات.

## النقاش الفلسفي
الاستنساخ: ، وخصوصا الاستنساخ البشري، هو أمر مثير للجدل للغاية.
دعاة الاستنساخ العلاجي للإنسان يعتقدون أن الممارسة يمكن أن توفر خلايا متطابقة وراثيا للطب التجديدي، والأنسجة والأعضاء للزرع. مثل هذه الخلايا، والأنسجة، والأجهزة لا تؤدي للاستجابة المناعية ولا تتطلب استخدام الأدوية المثبطة للمناعة. كل من البحوث الأساسية والتنمية العلاجية لأمراض خطيرة مثل السرطان وأمراض القلب، والسكري، فضلا عن تحسينات في علاج الحروق والترميم وجراحة التجميل، هي المجالات التي يمكن أن تستفيد من هذه التكنولوجيا الجديدة. أحد علماء أخلاق الطب الحيوي، جايكوب م. أبل من جامعة نيويورك، قد ذهب إلى حد القول بأن «الأطفال المستنسخة لأغراض علاجية» مثل «للتبرع نخاع العظم إلى الأخوة مع سرطان الدم» قد ينظر إليهم يوما ما على أنهم أبطال. أنصار الادعاء بأن الاستنساخ البشري أيضا أن تنتج فوائد.
سيفيرينو انتينوري وبانوس سافوس يأملون في إنشاء علاج الخصوبة الذي يسمح الآباء والأمهات الذين يعانون من العقم على حد سواء لديهم أطفال مع بعض على الأقل من الحمض النووي في ذريتهم.
بعض العلماء، منهم د.ريتشارد سيد، يشير إلى أن الاستنساخ البشري قد يغني عن عملية الشيخوخة للإنسان. كيف هذا قد عمل ليس واضحا تماما منذ الدماغ أو الهوية يجب أن يتم تحويلها إلى هيئة المستنسخة. د.برستون إستب قد اقترح مصطلح «استبدال الاستنساخ» لوصف جيل من استنساخ شخص يعيشون في السابق، و «استمرار الاستنساخ» لوصف أحد الخيارات التي تعتبر لإصلاح استنزاف الخلايا المتصلة الشيخوخة الخلوية هو أن تنمو أنسجة بديلة من الخلايا الجذعية تحصد من الأجنة المستنسخة. في الوقت الحاضر، اعتراضات غير دينية هي السبب الرئيسي لاستنساخ البشر هو أن الأفراد المستنسخة غالبا ما تتضرر ببيولوجيا، وذلك بسبب عدم موثوقية المتأصلة في أصلهم، على سبيل المثال، الباحثون حاليا غير قادرين على استنساخ الرئيسيات غير البشرية بسلام وموثوق عليها. عالم أخلاق الطب الحيوي توماس موري من هاستنقز سنتر يقول انه «أمر لا مفر منه على الإطلاق أن الجماعات تسير في محاولة لاستنساخ إنسان، ولكن أنهم ذاهبون إلى خلق الكثير من الأطفال القتلى ويموتون على طول الطريق.» ومع ذلك، تجدر الإشارة أيضا إلى أن التشوهات الجسدية تحدث في البشر ولدوا بشكل طبيعي.
علاوة على ذلك، أنصار حقوق الحيوان يقولون إن الحيوانات غير البشرية تمتلك بعض الحقوق المعنوية باعتبارها كيانات تعيش وبالتالي ينبغي أن تتاح نفس الاعتبارات الأخلاقية كبشر. هذا من شأنه أن ينفي استغلال الحيوانات في البحوث العلمية عن الاستنساخ، والاستنساخ المستخدمة في إنتاج الغذاء، أو من الموارد الأخرى للاستخدام البشري أو الاستهلاك.
رودولف جينيش، بروفسور في هارفرد، أشار إلى أن أصبحنا أكثر كفاءة في إنتاج الحيوانات المستنسخة التي لا تزال معيبة. حجج أخرى ضد الاستنساخ تأتي من الجماعات الدينية المختلفة (الاعتقاد الاستنساخ يخالف إرادة الله أو النظام الطبيعي للحياة)، والشعور العام بعدم الارتياح بعضها مع فكرة «التدخل» مع إنشاء وظيفة أساسية للحياة. هذا القلق غالبا ما يتجلى في الروايات المعاصرة، والسينما، والثقافة الشعبية، كما فعلت مع العديد من الاكتشافات والاختراعات العلمية السابقة. سيناريوهات خيالية مختلفة تصوير الحيوانات المستنسخة كونه غير راض، بلا روح، أو غير قادرين على الاندماج في المجتمع. علاوة على ذلك، وغالبا ما يصور استنساخ الأفراد يست فريدة من نوعها كما ولكن كما «قطع الغيار»، لتوفير الأجهزة الأصلية استنساخ (أو أي استنساخ غير الحكومية التي يتطلب استبدال الأجهزة).

## الآراء الدينية

### الإسلامية
أصدر مجمع البحوث الإسلامية في الجامع الأزهر بالقاهرة فتوى جاء فيها أن "استنساخ الإنسان حرام ويجب التصدي له ومنعه بكل الوسائل". وأكد نص الفتوى الصادر عن الأزهر أن الاستنساخ "يعرض الإنسان الذي كرمه الله لأن يكون مجالا للعبث والتجربة وإيجاد أشكال مشوهة وممسوخة".
وشددت الفتوى على أن الإسلام لا يعارض العلم النافع بل يشجعه ويحث عليه ويكرم أهله, أما العلم الضار الذي لا نفع فيه أو الذي يغلب ضرره على نفعه فإن الإسلام يحرمه ليحمي البشر من أضراره. وأوضحت أن القاعدة الفقهية في الإسلام هي أن درء المفسدة مقدم على جلب المصلحة.
وذكرت الفتوى أنه يجب التفريق بين الاستنساخ واستخدام الهندسة الوراثية في النبات والحيوان لإنتاج سلالات قيمة ونافعة وكذلك في علاج الأمراض.
وصدرت هذه الفتوى قبل إعلان العالمة الفرنسية والعضو في طائفة الرائيليين بريجيت بواسوليي ولادة طفلة سميت "حواء" بتقنية الاستنساخ.
أما الفاتيكان فاعتبر في بيان رسمي أن الإعلان عن ولادة طفل مستنسخ يعكس عقلية قاسية خالية من أي اعتبار أخلاقي وإنساني. وأشار المتحدث باسم الفاتيكان إلى أن الإعلان يفتقد أي دليل ويثير الريبة والإدانة لدى قسم كبير من المجتمع العلمي الدولي. ويعارض الفاتيكان تقليديا أي شكل من أشكال الاستنساخ سواء أكان لأغراض علاجية أو بهدف التكاثر.
في هذه الأثناء توالت ردود أفعال العلماء والهيئات على هذه التجربة، فقد شكك خبير الخصوبة الإيطالي سيفيرينو أنتينوري في مزاعم طائفة الرائيليين ومؤسسة "كلون إيد" بنجاح تجربة استنساخ أول إنسان. وقال أنتينوري إن هذه المزاعم تسيء إلى سمعة العلم مؤكدا أن أعضاء الجماعة لا يحظون بأي مصداقية. وأنتينوري طبيب أعلن أن إحدى مريضاته ستلد أول طفل مستنسخ في يناير/ كانون الثاني المقبل.
وحذر معهد روزلين في أدنبرا بأسكتلندا من مخاطر استنساخ كائن بشري. وانتقد الناطق باسم المعهد الدكتور هاري غريفين هذه التجربة بشدة وقال إن كل المجموعات التي عملت على استنساخ الحيوانات -من أبقار وخراف وخنازير وفئران وماعز- أشارت إلى وجود نسبة كبيرة من حالات الإجهاض والوفيات بعد الولادة والمشاكل مع الحيوانات المستنسخة أثناء حياتها.
وأظهرت أبحاث البروفسور أيان ويلموت المسؤول عن معهد روزلين الذي استنسخ النعجة دولّي أن كل الحيوانات المستنسخة في العالم تعاني من تشوهات جينية وجسدية. وكان المعهد قد شهد ولادة دولّي أول نعجة مستنسخة عام 1996.
واستبعد الدكتور عبد المجيد القطمة المنسق الإسلامي مع جمعية مناهضة الاستنساخ في بريطانيا إمكانية توصل العالمة الفرنسية بريجيت بواسوليي إلى استنساخ أول طفل بشري, واتهمها بالبحث عن الشهرة.
غير أنه حذر في حديث للجزيرة من حدوث تطور في تجارب الاستنساخ سرا. وعبر عن قلقه من دخول بعض العلماء المغامرين إلى العالم العربي والإسلامي لإجراء مثل تلك التجارب.
اذا الاستنساخ حرم شرعا وهو منافي وغير مطابق لاخلاقيات الحياة ويمس الجانب الخصوصي من حياة الكائن الحي اي يعتدي على خصوصياته 
قانونيا:
في 28 ديسمبر 2006، وافقت إدارة الغذاء والدواء الأمريكية (FDA) على استهلاك اللحوم والمنتجات الأخرى من الحيوانات المستنسخة. وقيل إن المنتجات المستنسخة والحيوان أن يكون يمكن تمييزها تقريبا من الحيوانات المستنسخة غير. لن تكون هناك حاجة الشركات لتوفير انطونيو تسميات إعلام المستهلك أن اللحوم يأتي من الحيوانات المستنسخة. في عام 2007، فإن بعض منتجي اللحوم ومنتجات الألبان اقتراح نظام لتتبع جميع الحيوانات المستنسخة لأنها تتحرك من خلال السلسلة الغذائية، مما يدل على أن نظام قاعدة بيانات وطنية متكاملة في النظام الوطني تحديد الحيوان قد تسمح في نهاية المطاف كليتوس توسيم الأغذية. ومع ذلك، لا يوجد نظام تتبع حاليا، وتباع المنتجات من نسل الحيوانات المستنسخة على نحو متزايد للاستهلاك البشري في الولايات المتحدة.
وقد أثار النقاد اعتراضات على موافقة إدارة الاغذية والعقاقير من المنتجات المستنسخة والحيوان للاستهلاك البشري، بحجة أن البحوث إدارة الاغذية والعقاقير لم تكن كافية، وقلة غير لائق، وصلاحية العلمية مشكوك فيها. تعمل عدة مجموعات المستهلك داعية إلى تشجيع برنامج تتبع التي من شأنها أن تسمح للمستهلكين لتصبح أكثر وعيا من المنتجات المستنسخة والحيوان داخل طعامهم .